# Ribeira do Beliche
A Ribeira do Beliche é uma ribeira do Algarve, em Portugal, que nasce no concelho de Tavira, na Serra do Caldeirão, e que desagua na margem direita do rio Guadiana, ligeiramente a norte da Ponte Internacional do Guadiana.
A ribeira do Beliche fornece água para abastecimento às populações e regadio dos concelhos do Sotavento Algarvio.